# Rastovnica
Rastovnica (cyr. Растовница) – wieś w Serbii, w okręgu toplickim, w mieście Prokuplje. W 2011 roku liczyła 54 mieszkańców.